# Yabuuchi Kento
Kento Yabuuchi (薮内 健人 Yabuuchi Kento, sinh ngày 21 tháng 1 năm 1995) là một cầu thủ bóng đá người Nhật Bản. Anh thi đấu cho FC Gifu.

## Sự nghiệp
Kento Yabuuchi gia nhập câu lạc bộ tại J2 League FC Gifu năm 2017.

## Thống kê câu lạc bộ
Cập nhật đến ngày 22 tháng 2 năm 2018.
| Thành tích câu lạc bộ | Thành tích câu lạc bộ | Thành tích câu lạc bộ | Giải vô địch | Giải vô địch | Cúp                   | Cúp                   | Tổng cộng | Tổng cộng |
| Mùa giải              | Câu lạc bộ            | Giải vô địch          | Số trận      | Bàn thắng    | Số trận               | Bàn thắng             | Số trận   | Bàn thắng |
| Nhật Bản              | Nhật Bản              | Nhật Bản              | Giải vô địch | Giải vô địch | Cúp Hoàng đế Nhật Bản | Cúp Hoàng đế Nhật Bản | Tổng cộng | Tổng cộng |
| --------------------- | --------------------- | --------------------- | ------------ | ------------ | --------------------- | --------------------- | --------- | --------- |
| 2017                  | FC Gifu               | J2 League             | 5            | 0            | 0                     | 0                     | 5         | 0         |
| Tổng                  | Tổng                  | Tổng                  | 5            | 0            | 0                     | 0                     | 5         | 0         |